# Finalistki tenisowych turniejów wielkoszlemowych

## Poczet finalistek turniejów wielkoszlemowych

### Legenda
| Symbol | Znaczenie                                                    |
| (NWS)  | Niekalendarzowy Wielki Szlem                                 |
| (KWS)  | Karierowy Wielki Szlem                                       |
|        | Klasyczny Wielki Szlem                                       |
|        | występ we wszystkich finałach wielkoszlemowych w jednym roku |
|        | zwycięstwo w trzech finałach wielkoszlemowych w jednym roku  |

### 1925–1968
| Rok  | Australian Open, Melbourne | French Open, Paryż      | Wimbledon, Londyn       | US Open, Nowy Jork       |
| 1925 | Daphne Akhurst             | Suzanne Lenglen         | Suzanne Lenglen         | Helen Wills              |
| 1925 | Esna Boyd                  | Kitty McKane            | Joan Fry                | Kitty McKane             |
| 1926 | Daphne Akhurst             | Suzanne Lenglen         | Kitty McKane            | / Molla Mallory          |
| 1926 | Esna Boyd                  | Mary Browne             | Lilí Álvarez            | Kitty McKane             |
| 1927 | Esna Boyd                  | Cornelia Bouman         | Helen Wills             | Helen Wills              |
| 1927 | Sylvia Lance Harper        | Irene Peacock           | Lilí Álvarez            | Betty Nuthall            |
| 1928 | Daphne Akhurst             | Helen Wills Moody       | Helen Wills Moody       | Helen Wills Moody        |
| 1928 | Esna Boyd                  | Eileen Bennett          | Lilí Álvarez            | Helen Hull Jacobs        |
| 1929 | Daphne Akhurst             | Helen Wills Moody       | Helen Wills Moody       | Helen Wills Moody        |
| 1929 | Louie Bickerton            | Simonne Mathieu         | Helen Hull Jacobs       | Phoebe Halcroft Watson   |
| 1930 | Daphne Akhurst             | Helen Wills Moody       | Helen Wills Moody       | Betty Nuthall            |
| 1930 | Sylvia Lance Harper        | Helen Hull Jacobs       | Elizabeth Ryan          | Anna McCune Harper       |
| 1931 | Coral McInnes Buttsworth   | Cilly Aussem            | Cilly Aussem            | Helen Wills Moody        |
| 1931 | Marjorie Cox Crawford      | Betty Nuthall           | Hilde Sperling          | Eileen Bennett           |
| 1932 | Coral McInnes Buttsworth   | Helen Wills Moody       | Helen Wills Moody       | Helen Hull Jacobs        |
| 1932 | Kathleen Le Messurier      | Simonne Mathieu         | Helen Hull Jacobs       | Carolin Babcock          |
| 1933 | Joan Hartigan              | Margaret Scriven        | Helen Wills Moody       | Helen Hull Jacobs        |
| 1933 | Coral McInnes Buttsworth   | Simonne Mathieu         | Dorothy Round           | Helen Wills Moody        |
| 1934 | Joan Hartigan              | Margaret Scriven        | Dorothy Round           | Helen Hull Jacobs        |
| 1934 | Margaret Molesworth        | Helen Hull Jacobs       | Helen Hull Jacobs       | Sarah H. Palfrey         |
| 1935 | Dorothy Round Little       | Hilde Sperling          | Helen Wills Moody       | Helen Hull Jacobs        |
| 1935 | Nancye Wynne               | Simonne Mathieu         | Helen Hull Jacobs       | Sarah H. Palfrey         |
| 1936 | Joan Hartigan              | Hilde Sperling          | Helen Hull Jacobs       | Alice Marble             |
| 1936 | Nancye Wynne               | Simonne Mathieu         | Hilde Sperling          | Helen Hull Jacobs        |
| 1937 | Nancye Wynne               | Hilde Sperling          | Dorothy Round           | Anita Lizana             |
| 1937 | Emily Hood Westacott       | Simonne Mathieu         | Jadwiga Jędrzejowska    | Jadwiga Jędrzejowska     |
| 1938 | Dorothy Bundy              | Simonne Mathieu         | Helen Wills Moody       | Alice Marble             |
| 1938 | Dorothy Stevenson          | Nelly Landry            | Helen Hull Jacobs       | Nancye Wynne Bolton      |
| 1939 | Emily Hood Westacott       | Simonne Mathieu         | Alice Marble            | Alice Marble             |
| 1939 | Nell Hall Hopman           | Jadwiga Jędrzejowska    | Kay Stammers            | Helen Hull Jacobs        |
| 1940 | Nancye Wynne               | przerwa wojenna         | przerwa wojenna         | Alice Marble             |
| 1940 | Thelma Long                | przerwa wojenna         | przerwa wojenna         | Helen Hull Jacobs        |
| 1941 | przerwa wojenna            | przerwa wojenna         | przerwa wojenna         | Sarah Palfrey Cooke      |
| 1941 | przerwa wojenna            | przerwa wojenna         | przerwa wojenna         | Pauline Betz             |
| 1942 | przerwa wojenna            | przerwa wojenna         | przerwa wojenna         | Pauline Betz             |
| 1942 | przerwa wojenna            | przerwa wojenna         | przerwa wojenna         | Louise Brough            |
| 1943 | przerwa wojenna            | przerwa wojenna         | przerwa wojenna         | Pauline Betz             |
| 1943 | przerwa wojenna            | przerwa wojenna         | przerwa wojenna         | Louise Brough            |
| 1944 | przerwa wojenna            | przerwa wojenna         | przerwa wojenna         | Pauline Betz             |
| 1944 | przerwa wojenna            | przerwa wojenna         | przerwa wojenna         | Margaret Osborne         |
| 1945 | przerwa wojenna            | przerwa wojenna         | przerwa wojenna         | Sarah Palfrey Cooke      |
| 1945 | przerwa wojenna            | przerwa wojenna         | przerwa wojenna         | Pauline Betz             |
| 1946 | Nancye Wynne               | Margaret Osborne        | Pauline Betz            | Pauline Betz             |
| 1946 | Joyce Fitch                | Pauline Betz            | Louise Brough           | Patricia Canning         |
| 1947 | Nancye Wynne               | Pat Todd                | Margaret Osborne        | Louise Brough            |
| 1947 | Nell Hall Hopman           | Doris Hart              | Doris Hart              | Margaret Osborne         |
| 1948 | Nancye Wynne               | Nelly Landry            | Louise Brough           | Margaret Osborne DuPont  |
| 1948 | Marie Toomey               | Shirley Fry             | Doris Hart              | Louise Brough            |
| 1949 | Doris Hart                 | Margaret Osborne DuPont | Louise Brough           | Margaret Osborne DuPont  |
| 1949 | Nancye Wynne               | Nelly Adamson-Landry    | Margaret Osborne DuPont | Doris Hart               |
| 1950 | Louise Brough              | Doris Hart              | Louise Brough           | Margaret Osborne DuPont  |
| 1950 | Doris Hart                 | Pat Todd                | Margaret Osborne DuPont | Doris Hart               |
| 1951 | Nancye Wynne               | Shirley Fry             | Doris Hart              | Maureen Connolly         |
| 1951 | Thelma Long                | Doris Hart              | Shirley Fry             | Shirley Fry              |
| 1952 | Thelma Long                | Doris Hart              | Maureen Connolly (NWS)  | Maureen Connolly (NWS)   |
| 1952 | Helen Angwin               | Shirley Fry             | Louise Brough           | Doris Hart               |
| 1953 | Maureen Connolly (NWS)     | Maureen Connolly (NWS)  | Maureen Connolly        | Maureen Connolly         |
| 1953 | Julie Sampson              | Doris Hart              | Doris Hart              | Doris Hart               |
| 1954 | Thelma Long                | Maureen Connolly        | Maureen Connolly        | Doris Hart               |
| 1954 | Jenny Staley               | Ginette Bucaille        | Louise Brough           | Louise Brough            |
| 1955 | Beryl Penrose              | Angela Mortimer         | Louise Brough           | Doris Hart               |
| 1955 | Thelma Long                | Dorothy Knode           | Beverly Fleitz          | Patricia Ward            |
| 1956 | Mary Carter                | Althea Gibson           | Shirley Fry             | Shirley Fry              |
| 1956 | Thelma Long                | Angela Mortimer         | Angela Buxton           | Althea Gibson            |
| 1957 | Shirley Fry                | Shirley Bloomer         | Althea Gibson           | Althea Gibson            |
| 1957 | Althea Gibson              | Dorothy Knode           | Darlene Hard            | Louise Brough            |
| 1958 | Angela Mortimer            | Zsuzsa Körmöczy         | Althea Gibson           | Althea Gibson            |
| 1958 | Lorraine Coghlan           | Shirley Bloomer         | Angela Mortimer         | Darlene Hard             |
| 1959 | Mary Carter                | Christine Truman        | Maria Bueno             | Maria Bueno              |
| 1959 | Renee Schuman              | Zsuzsa Körmöczy         | Darlene Hard            | Christine Truman         |
| 1960 | Margaret Smith             | Darlene Hard            | Maria Bueno             | Darlene Hard             |
| 1960 | Jan Lehane                 | Yola Ramírez            | Sandra Reynolds Price   | Maria Bueno              |
| 1961 | Margaret Smith             | Ann Haydon-Jones        | Angela Mortimer         | Darlene Hard             |
| 1961 | Jan Lehane                 | Yola Ramírez            | Christine Truman        | Ann Haydon-Jones         |
| 1962 | Margaret Smith             | Margaret Smith          | Karen Hantze Susman     | Margaret Smith           |
| 1962 | Jan Lehane                 | Lesley Turner           | Věra Suková             | Darlene Hard             |
| 1963 | Margaret Smith             | Lesley Turner           | Margaret Smith          | Maria Bueno              |
| 1963 | Jan Lehane                 | Ann Haydon-Jones        | Billie Jean Moffitt     | Margaret Smith           |
| 1964 | Margaret Smith             | Margaret Smith          | Maria Bueno             | Maria Bueno              |
| 1964 | Lesley Turner              | Maria Bueno             | Margaret Smith          | Carole Cladwell Graebner |
| 1965 | Margaret Smith             | Lesley Turner           | Margaret Smith          | Margaret Smith           |
| 1965 | Maria Bueno                | Margaret Smith          | Maria Bueno             | Billie Jean King         |
| 1966 | Margaret Smith             | Ann Haydon-Jones        | Billie Jean King        | Maria Bueno              |
| 1966 | Nancy Richey               | Nancy Richey            | Maria Bueno             | Nancy Richey             |
| 1967 | Nancy Richey               | Françoise Durr          | Billie Jean King        | Billie Jean King         |
| 1967 | Lesley Turner              | Lesley Turner           | Ann Haydon-Jones        | Ann Haydon-Jones         |

### 1968–2024
| Rok  | Australian Open, Melbourne    | French Open, Paryż         | Wimbledon, Londyn          | US Open, Nowy Jork         |
| 1968 | Billie Jean King              | Nancy Richey               | Billie Jean King           | Virginia Wade              |
| 1968 | Margaret Smith Court          | Ann Haydon-Jones           | Judy Tegart-Dalton         | Billie Jean King           |
| 1969 | Margaret Smith Court          | Margaret Smith Court       | Ann Haydon-Jones           | Margaret Smith Court (NWS) |
| 1969 | Billie Jean King              | Ann Haydon-Jones           | Billie Jean King           | Nancy Richey               |
| 1970 | Margaret Smith Court (NWS)    | Margaret Smith Court (NWS) | Margaret Smith Court (NWS) | Margaret Smith Court (NWS) |
| 1970 | Kerry Melville                | Helga Niessen              | Billie Jean King           | Rosie Casals               |
| 1971 | Margaret Smith Court (NWS)    | Evonne Goolagong           | Evonne Goolagong           | Billie Jean King           |
| 1971 | Evonne Goolagong              | Helen Cawley               | Margaret Smith Court       | Rosie Casals               |
| 1972 | Virginia Wade                 | Billie Jean King           | Billie Jean King           | Billie Jean King           |
| 1972 | Evonne Goolagong              | Evonne Goolagong           | Evonne Goolagong           | Kerry Melville             |
| 1973 | Margaret Smith Court          | Margaret Smith Court       | Billie Jean King           | Margaret Smith Court       |
| 1973 | Evonne Goolagong              | Chris Evert                | Chris Evert                | Evonne Goolagong           |
| 1974 | Evonne Goolagong              | Chris Evert                | Chris Evert                | Billie Jean King           |
| 1974 | Chris Evert                   | Olga Morozowa              | Olga Morozowa              | Evonne Goolagong           |
| 1975 | Evonne Goolagong              | Chris Evert                | Billie Jean King           | Chris Evert                |
| 1975 | Martina Navrátilová           | Martina Navrátilová        | Evonne Goolagong           | Evonne Goolagong           |
| 1976 | Evonne Goolagong              | Sue Barker                 | Chris Evert                | Chris Evert                |
| 1976 | Renáta Tomanová               | Renáta Tomanová            | Evonne Goolagong           | Evonne Goolagong           |
| 1977 | Kerry Reid Evonne Goolagong   | Mima Jaušovec              | Virginia Wade              | Chris Evert                |
| 1977 | Dianne Balestrat Helen Cawley | Florenta Mihai             | Betty Stöve                | Wendy Turnbull             |
| 1978 | Chris O’Neil                  | Virginia Ruzici            | Martina Navrátilová        | Chris Evert                |
| 1978 | Betsy Nagelsen                | Mima Jaušovec              | Chris Evert                | Pam Shriver                |
| 1979 | Barbara Jordan                | Chris Evert                | Martina Navrátilová        | Tracy Austin               |
| 1979 | Sharon Walsh                  | Wendy Turnbull             | Chris Evert                | Chris Evert                |
| 1980 | Hana Mandlíková               | Chris Evert                | Evonne Goolagong           | Chris Evert                |
| 1980 | Wendy Turnbull                | Virginia Ruzici            | Chris Evert                | Hana Mandlíková            |
| 1981 | Martina Navrátilová           | Hana Mandlíková            | Chris Evert                | Tracy Austin               |
| 1981 | Chris Evert                   | Sylvia Hanika              | Hana Mandlíková            | Martina Navrátilová        |
| 1982 | Chris Evert                   | Martina Navrátilová        | Martina Navrátilová        | Chris Evert                |
| 1982 | Martina Navrátilová           | Andrea Jaeger              | Chris Evert                | Hana Mandlíková            |
| 1983 | Martina Navrátilová           | Chris Evert                | Martina Navrátilová        | Martina Navrátilová        |
| 1983 | Kathy Jordan                  | Mima Jaušovec              | Andrea Jaeger              | Chris Evert                |
| 1984 | Chris Evert                   | Martina Navrátilová (NWS)  | Martina Navrátilová (NWS)  | Martina Navrátilová (NWS)  |
| 1984 | Helena Suková                 | Chris Evert                | Chris Evert                | Chris Evert                |
| 1985 | Martina Navrátilová (NWS)     | Chris Evert                | Martina Navrátilová        | Hana Mandlíková            |
| 1985 | Chris Evert                   | Martina Navrátilová        | Chris Evert                | Martina Navrátilová        |
| 1986 | nie rozegrano                 | Chris Evert                | Martina Navrátilová        | Martina Navrátilová        |
| 1986 | nie rozegrano                 | Martina Navrátilová        | Hana Mandlíková            | Helena Suková              |
| 1987 | Hana Mandlíková               | Steffi Graf                | Martina Navrátilová        | Martina Navrátilová        |
| 1987 | Martina Navrátilová           | Martina Navrátilová        | Steffi Graf                | Steffi Graf                |
| 1988 | Steffi Graf                   | Steffi Graf (NWS)          | Steffi Graf (NWS)          | Steffi Graf (NWS)          |
| 1988 | Chris Evert                   | Natalla Zwierawa           | Martina Navrátilová        | Gabriela Sabatini          |
| 1989 | Steffi Graf (NWS)             | Arantxa Sánchez Vicario    | Steffi Graf                | Steffi Graf                |
| 1989 | Helena Suková                 | Steffi Graf                | Martina Navrátilová        | Martina Navrátilová        |
| 1990 | Steffi Graf                   | Monica Seles               | Martina Navrátilová        | Gabriela Sabatini          |
| 1990 | Mary Joe Fernández            | Steffi Graf                | Zina Garrison              | Steffi Graf                |
| 1991 | Monica Seles                  | Monica Seles               | Steffi Graf                | Monica Seles               |
| 1991 | Jana Novotná                  | Arantxa Sánchez Vicario    | Gabriela Sabatini          | Martina Navrátilová        |
| 1992 | Monica Seles                  | Monica Seles               | Steffi Graf                | Monica Seles               |
| 1992 | Mary Joe Fernández            | Steffi Graf                | Monica Seles               | Arantxa Sánchez Vicario    |
| 1993 | Monica Seles                  | Steffi Graf (NWS)          | Steffi Graf (NWS)          | Steffi Graf (NWS)          |
| 1993 | Steffi Graf                   | Mary Joe Fernández         | Jana Novotná               | Helena Suková              |
| 1994 | Steffi Graf (NWS)             | Arantxa Sánchez Vicario    | Conchita Martínez          | Arantxa Sánchez Vicario    |
| 1994 | Arantxa Sánchez Vicario       | Mary Pierce                | Martina Navrátilová        | Steffi Graf                |
| 1995 | Mary Pierce                   | Steffi Graf                | Steffi Graf                | Steffi Graf                |
| 1995 | Arantxa Sánchez Vicario       | Arantxa Sánchez Vicario    | Arantxa Sánchez Vicario    | Monica Seles               |
| 1996 | Monica Seles                  | Steffi Graf                | Steffi Graf                | Steffi Graf                |
| 1996 | Anke Huber                    | Arantxa Sánchez Vicario    | Arantxa Sánchez Vicario    | Monica Seles               |
| 1997 | Martina Hingis                | Iva Majoli                 | Martina Hingis             | Martina Hingis             |
| 1997 | Mary Pierce                   | Martina Hingis             | Jana Novotná               | Venus Williams             |
| 1998 | Martina Hingis                | Arantxa Sánchez Vicario    | Jana Novotná               | Lindsay Davenport          |
| 1998 | Conchita Martínez             | Monica Seles               | Nathalie Tauziat           | Martina Hingis             |
| 1999 | Martina Hingis                | Steffi Graf                | Lindsay Davenport          | Serena Williams            |
| 1999 | Amélie Mauresmo               | Martina Hingis             | Steffi Graf                | Martina Hingis             |
| 2000 | Lindsay Davenport             | Mary Pierce                | Venus Williams             | Venus Williams             |
| 2000 | Martina Hingis                | Conchita Martínez          | Lindsay Davenport          | Lindsay Davenport          |
| 2001 | Jennifer Capriati             | Jennifer Capriati          | Venus Williams             | Venus Williams             |
| 2001 | Martina Hingis                | Kim Clijsters              | Justine Henin              | Serena Williams            |
| 2002 | Jennifer Capriati             | Serena Williams (NWS)      | Serena Williams (NWS)      | Serena Williams (NWS)      |
| 2002 | Martina Hingis                | Venus Williams             | Venus Williams             | Venus Williams             |
| 2003 | Serena Williams (NWS)         | Justine Henin-Hardenne     | Serena Williams            | Justine Henin-Hardenne     |
| 2003 | Venus Williams                | Kim Clijsters              | Venus Williams             | Kim Clijsters              |
| 2004 | Justine Henin-Hardenne        | Anastasija Myskina         | Marija Szarapowa           | Swietłana Kuzniecowa       |
| 2004 | Kim Clijsters                 | Jelena Diemientjewa        | Serena Williams            | Jelena Diemientjewa        |
| 2005 | Serena Williams               | Justine Henin-Hardenne     | Venus Williams             | Kim Clijsters              |
| 2005 | Lindsay Davenport             | Mary Pierce                | Lindsay Davenport          | Mary Pierce                |
| 2006 | Amélie Mauresmo               | Justine Henin-Hardenne     | Amélie Mauresmo            | Marija Szarapowa           |
| 2006 | Justine Henin-Hardenne        | Swietłana Kuzniecowa       | Justine Henin-Hardenne     | Justine Henin-Hardenne     |
| 2007 | Serena Williams               | Justine Henin              | Venus Williams             | Justine Henin              |
| 2007 | Marija Szarapowa              | Ana Ivanović               | Marion Bartoli             | Swietłana Kuzniecowa       |
| 2008 | Marija Szarapowa              | Ana Ivanović               | Venus Williams             | Serena Williams            |
| 2008 | Ana Ivanović                  | Dinara Safina              | Serena Williams            | Jelena Janković            |
| 2009 | Serena Williams               | Swietłana Kuzniecowa       | Serena Williams            | Kim Clijsters              |
| 2009 | Dinara Safina                 | Dinara Safina              | Venus Williams             | Caroline Wozniacki         |
| 2010 | Serena Williams               | Francesca Schiavone        | Serena Williams            | Kim Clijsters              |
| 2010 | Justine Henin                 | Samantha Stosur            | Wiera Zwonariowa           | Wiera Zwonariowa           |
| 2011 | Kim Clijsters                 | Li Na                      | Petra Kvitová              | Samantha Stosur            |
| 2011 | Li Na                         | Francesca Schiavone        | Marija Szarapowa           | Serena Williams            |
| 2012 | Wiktoryja Azaranka            | Marija Szarapowa           | Serena Williams            | Serena Williams            |
| 2012 | Marija Szarapowa              | Sara Errani                | Agnieszka Radwańska        | Wiktoryja Azaranka         |
| 2013 | Wiktoryja Azaranka            | Serena Williams            | Marion Bartoli             | Serena Williams            |
| 2013 | Li Na                         | Marija Szarapowa           | Sabine Lisicki             | Wiktoryja Azaranka         |
| 2014 | Li Na                         | Marija Szarapowa           | Petra Kvitová              | Serena Williams (NWS)      |
| 2014 | Dominika Cibulková            | Simona Halep               | Eugenie Bouchard           | Caroline Wozniacki         |
| 2015 | Serena Williams (NWS)         | Serena Williams (NWS)      | Serena Williams (NWS)      | Flavia Pennetta            |
| 2015 | Marija Szarapowa              | Lucie Šafářová             | Garbiñe Muguruza           | Roberta Vinci              |
| 2016 | Angelique Kerber              | Garbiñe Muguruza           | Serena Williams            | Angelique Kerber           |
| 2016 | Serena Williams               | Serena Williams            | Angelique Kerber           | Karolína Plíšková          |
| 2017 | Serena Williams               | Jeļena Ostapenko           | Garbiñe Muguruza           | Sloane Stephens            |
| 2017 | Venus Williams                | Simona Halep               | Venus Williams             | Madison Keys               |
| 2018 | Caroline Wozniacki            | Simona Halep               | Angelique Kerber           | Naomi Ōsaka                |
| 2018 | Simona Halep                  | Sloane Stephens            | Serena Williams            | Serena Williams            |
| 2019 | Naomi Ōsaka                   | Ashleigh Barty             | Simona Halep               | Bianca Andreescu           |
| 2019 | Petra Kvitová                 | Markéta Vondroušová        | Serena Williams            | Serena Williams            |
| 2020 | Sofia Kenin                   | Iga Świątek                | nie rozegrano              | Naomi Ōsaka                |
| 2020 | Garbiñe Muguruza              | Sofia Kenin                | nie rozegrano              | Wiktoryja Azaranka         |
| 2021 | Naomi Ōsaka                   | Barbora Krejčíková         | Ashleigh Barty             | Emma Raducanu              |
| 2021 | Jennifer Brady                | Anastasija Pawluczenkowa   | Karolína Plíšková          | Leylah Fernandez           |
| 2022 | Ashleigh Barty                | Iga Świątek                | Jelena Rybakina            | Iga Świątek                |
| 2022 | Danielle Collins              | Coco Gauff                 | Uns Dżabir                 | Uns Dżabir                 |
| 2023 | Aryna Sabalenka               | Iga Świątek                | Markéta Vondroušová        | Coco Gauff                 |
| 2023 | Jelena Rybakina               | Karolína Muchová           | Uns Dżabir                 | Aryna Sabalenka            |
| 2024 | Aryna Sabalenka               | Iga Świątek                | Barbora Krejčíková         | Aryna Sabalenka            |
| 2024 | Zheng Qinwen                  | Jasmine Paolini            | Jasmine Paolini            | Jessica Pegula             |
| 2025 | Madison Keys                  | Coco Gauff                 | Iga Świątek                |                            |
| 2025 | Aryna Sabalenka               | Aryna Sabalenka            | Amanda Anisimova           |                            |

## Występy we wszystkich finałach wielkoszlemowych
Wykaz tenisistek, które od 1925 roku wystąpili przynajmniej po jednym razie w finale każdego z turniejów wielkoszlemowych. W tabeli podane są lata, w których zawodniczki wystąpiły w finale danych zawodów po raz pierwszy. Czcionka pogrubiona oznacza zwycięstwo w tym finale, a czcionka zwykła – przegraną.
| Zawodniczka             | Australian Open | French Open | Wimbledon | US Open |
| Doris Hart              | 1949            | 1947        | 1947      | 1949    |
| Maureen Connolly        | 1953            | 1953        | 1952      | 1951    |
| Shirley Fry             | 1957            | 1948        | 1951      | 1951    |
| Althea Gibson           | 1957            | 1956        | 1957      | 1956    |
| Maria Bueno             | 1965            | 1964        | 1959      | 1959    |
| Margaret Smith Court    | 1960            | 1962        | 1963      | 1962    |
| Billie Jean King        | 1968            | 1972        | 1963      | 1965    |
| Evonne Goolagong        | 1971            | 1971        | 1971      | 1973    |
| Chris Evert             | 1974            | 1973        | 1973      | 1975    |
| Martina Navrátilová     | 1975            | 1975        | 1978      | 1981    |
| Doris Hart              | 1949            | 1947        | 1947      | 1949    |
| Hana Mandlíková         | 1980            | 1981        | 1981      | 1980    |
| Steffi Graf             | 1988            | 1987        | 1987      | 1987    |
| Monica Seles            | 1991            | 1990        | 1992      | 1991    |
| Arantxa Sánchez Vicario | 1994            | 1994        | 1995      | 1992    |
| Martina Hingis          | 1997            | 1997        | 1997      | 1997    |
| Serena Williams         | 2003            | 2002        | 2002      | 1999    |
| Venus Williams          | 2003            | 2002        | 2000      | 2000    |
| Justine Henin           | 2004            | 2003        | 2001      | 2003    |
| Marija Szarapowa        | 2007            | 2012        | 2004      | 2006    |